# Proporcionalna porezna stopa
Proporcionalna porezna stopa (eng. flat rate tax) je ona stopa kod koje se s promjenom porezne osnovice ne mijenja visina porezne stope. Što znači da se za svaku visinu porezne osnovice primjenjuje ista porezna stopa, ali se nominalno plaćaju različiti iznosi poreza.
Proporcionalna porezna stopa nije uobičajena u razvijenim gospodarstvima, čiji porezi su uglavnom temeljeni na progresivnom oporezivanju dohotka i dobiti poduzeća.

## Tko koristi proporcionalnu stopu
Kroz 19. stoljeće proporcionalnu stopu su prihvatile gotovo sve europske zemlje, da bi se nakon 2. svjetskog rata počela koristiti progresivna porezna stopa jer su bili potrebni veći prihodi za financiranje ratova. U posljednjih 15-ak godina proporcionalna porezna stopa doživljava neku vrstu procvata i ponovno se vraća u porezne sustave mnogih zemalja. 
- Sredinom 1990-ih počele su s primjenom Baltičke zemlje, Litva (33%), Latvija (25%) i Estonija (24%).
- 1. siječnja 2001. počinje primjena proporcionalne porezne stope od 13% u Rusiji, a zatim i u Ukrajini.
- Slovačka je uvodi 2003. (19%)
- Rumunjska 1. siječnja 2005. (16%).

U SAD-u ju koriste države Illinois, Indiana, Massachusetts, Michigan i Pennsylvania.
Hrvatska i Grčka planiraju uvesti proporcionalnu poreznu stopu, dok Njemačkoj to nije uspjelo. Paul Kirchhof je predlagao uvođenje flat tax-a po stopi od 25%, međutim, javile su se brojne kontroverze, a poznato je da je njemački porezni sustav jedan od najsloženijih na svijetu.

## Računski prikaz
| Porezna osnovica | Porezna stopa | Porezna obveza |
| 5000 kn          | 20 %          | 1000 kn        |
| 10 000 kn        | 20 %          | 2000 kn        |
| 30 000 kn        | 20 %          | 6000 kn        |
| 50 000 kn        | 20 %          | 10 000 kn      |

## Prednosti
- jednostavnost
Jedna porezna stopa i jednostavan porezni sustav obično dovodi do smanjenja sive ekonomije.
- dvostruko oporezivanje
Nestaje problem dvostrukog oporezivanja jer se dividende i dobit oporezuju samo jednom, na korporativnoj razini.
- povećanje poreznih prihoda
Smatra se da proporcionalna porezna stopa doprinosi povećanju poreznih prihoda, a kao dokaz se često uzima primjer Rusije koja je u prvoj godini nakon uvođenja flat tax-a povećala prihode od oporezivanja dohotka 25,2 %, u drugoj za 24,6 % i u trećoj za 15,2 %.
- smanjenje troškova poreznog sustava
Jednostavnost poreznog sustava smanjuje troškove ubiranja poreza i neto učinak oporezivanja postaje veći.

## Kritike
Kritičari ga smatraju nepravednim jer će bogatiji plaćati manje poreza, a većina poreznog tereta će biti svaljena na radnike. Također se pod znak upitnika stavlja dokaz da je upravo flat tax zaslužan za povećanje poreznih prihoda u nekim zemljama.

## Vanjske poveznice
- Flat Tax - moda ili neminovnost (kolumna)  Arhivirana inačica izvorne stranice od 14. siječnja 2007. (Wayback Machine)
- Moderni porez - (kolumna)  Arhivirana inačica izvorne stranice od 15. siječnja 2007. (Wayback Machine)
- Flat Tax  Arhivirana inačica izvorne stranice od 9. prosinca 2006. (Wayback Machine)
- Članak (.pdf) u Vjesniku[neaktivna poveznica]
- Flat Tax - da ili ne  Arhivirana inačica izvorne stranice od 20. listopada 2007. (Wayback Machine)